# Chevrolet Detroit Grand Prix 2022
De Chevrolet Detroit Grand Prix 2022 was de zevende ronde van de IndyCar Series 2022. De race werd gehouden op 5 juni 2022 in Detroit, Michigan op Belle Isle Park. De race bestond uit 70 ronden en werd gewonnen door Will Power.

## Inschrijvingen
W = eerdere winnaar
R = rookie
| No.   | Coureur               | Team                                    | Motor     |
| ----- | --------------------- | --------------------------------------- | --------- |
| 2     | Josef Newgarden W     | Team Penske                             | Chevrolet |
| 3     | Scott McLaughlin      | Team Penske                             | Chevrolet |
| 4     | Dalton Kellett        | A. J. Foyt Enterprises                  | Chevrolet |
| 5     | Patricio O'Ward W     | Arrow McLaren SP                        | Chevrolet |
| 06    | Hélio Castroneves W   | Meyer Shank Racing                      | Honda     |
| 7     | Felix Rosenqvist      | Arrow McLaren SP                        | Chevrolet |
| 8     | Marcus Ericsson W     | Chip Ganassi Racing                     | Honda     |
| 9     | Scott Dixon W         | Chip Ganassi Racing                     | Honda     |
| 10    | Álex Palou            | Chip Ganassi Racing                     | Honda     |
| 11    | Tatiana Calderón R    | A. J. Foyt Enterprises                  | Chevrolet |
| 12    | Will Power W          | Team Penske                             | Chevrolet |
| 14    | Kyle Kirkwood R       | A. J. Foyt Enterprises                  | Chevrolet |
| 15    | Graham Rahal W        | Rahal Letterman Lanigan Racing          | Honda     |
| 18    | David Malukas R       | Dale Coyne Racing with HMD Motorsports  | Honda     |
| 20    | Conor Daly            | Ed Carpenter Racing                     | Chevrolet |
| 21    | Rinus VeeKay          | Ed Carpenter Racing                     | Chevrolet |
| 26    | Colton Herta          | Andretti Autosport                      | Honda     |
| 27    | Alexander Rossi       | Andretti Autosport                      | Honda     |
| 28    | Romain Grosjean       | Andretti Autosport                      | Honda     |
| 29    | Devlin DeFrancesco R  | Andretti Steinbrenner Autosport         | Honda     |
| 30    | Christian Lundgaard R | Rahal Letterman Lanigan Racing          | Honda     |
| 45    | Jack Harvey           | Rahal Letterman Lanigan Racing          | Honda     |
| 48    | Jimmie Johnson        | Chip Ganassi Racing                     | Honda     |
| 51    | Takuma Sato           | Dale Coyne Racing with Rick Ware Racing | Honda     |
| 60    | Simon Pagenaud W      | Meyer Shank Racing                      | Honda     |
| 77    | Santino Ferrucci      | Juncos Hollinger Racing                 | Chevrolet |
| Bron: |                       |                                         |           |

## Classificatie

### Trainingen

#### Training 1
| Pos.  | No. | Coureur           | Team                   | Motor     | Tijd       |
| ----- | --- | ----------------- | ---------------------- | --------- | ---------- |
| 1     | 14  | Kyle Kirkwood R   | A. J. Foyt Enterprises | Chevrolet | 01:16.1345 |
| 2     | 5   | Patricio O'Ward W | Arrow McLaren SP       | Chevrolet | 01:16.1556 |
| 3     | 27  | Alexander Rossi   | Andretti Autosport     | Honda     | 01:16.5146 |
| Bron: |     |                   |                        |           |            |

#### Training 2
| Pos.  | No. | Coureur           | Team               | Motor     | Tijd       |
| ----- | --- | ----------------- | ------------------ | --------- | ---------- |
| 1     | 27  | Alexander Rossi   | Andretti Autosport | Honda     | 01:15.8101 |
| 2     | 60  | Simon Pagenaud W  | Meyer Shank Racing | Honda     | 01:15.8803 |
| 3     | 2   | Josef Newgarden W | Team Penske        | Chevrolet | 01:15.9118 |
| Bron: |     |                   |                    |           |            |

### Kwalificatie
| Pos.  | No. | Coureur               | Team                                    | Motor     | Tijd       | Tijd       | Tijd       | Tijd       | Grid |
| Pos.  | No. | Coureur               | Team                                    | Motor     | Ronde 1    | Ronde 1    | Ronde 2    | Ronde 3    | Grid |
| Pos.  | No. | Coureur               | Team                                    | Motor     | Groep 1    | Groep 2    | Ronde 2    | Ronde 3    | Grid |
| ----- | --- | --------------------- | --------------------------------------- | --------- | ---------- | ---------- | ---------- | ---------- | ---- |
| 1     | 2   | Josef Newgarden W     | Team Penske                             | Chevrolet | N/A        | 01:15.2262 | 01:15.0289 | 01:15.2153 | 1    |
| 2     | 51  | Takuma Sato           | Dale Coyne Racing with Rick Ware Racing | Honda     | N/A        | 01:15.3911 | 01:14.9363 | 01:15.3490 | 2    |
| 3     | 60  | Simon Pagenaud W      | Meyer Shank Racing                      | Honda     | 01:15.8463 | N/A        | 01:14.9172 | 01:15.3951 | 3    |
| 4     | 06  | Hélio Castroneves W   | Meyer Shank Racing                      | Honda     | 01:15.4367 | N/A        | 01:14.8593 | 01:15.4538 | 4    |
| 5     | 5   | Patricio O'Ward W     | Arrow McLaren SP                        | Chevrolet | 01:15.5973 | N/A        | 01:14.6681 | 01:16.3301 | 5    |
| 6     | 18  | David Malukas R       | Dale Coyne Racing with HMD Motorsports  | Honda     | N/A        | 01:14.8833 | 01:14.8251 | 01:16.6104 | 6    |
| 7     | 26  | Colton Herta          | Andretti Autosport with Curb-Agajanian  | Honda     | N/A        | 01:15.2003 | 01:15.1043 | N/A        | 7    |
| 8     | 8   | Marcus Ericsson W     | Chip Ganassi Racing                     | Honda     | 01:15.6159 | N/A        | 01:15.2279 | N/A        | 8    |
| 9     | 9   | Scott Dixon W         | Chip Ganassi Racing                     | Honda     | N/A        | 01:15.3309 | 01:15.4057 | N/A        | 9    |
| 10    | 3   | Scott McLaughlin      | Team Penske                             | Chevrolet | 01:15.6765 | N/A        | 01:15.8670 | N/A        | 10   |
| 11    | 27  | Alexander Rossi       | Andretti Autosport                      | Honda     | N/A        | 01:15.0288 | 01:16.2179 | N/A        | 11   |
| 12    | 28  | Romain Grosjean       | Andretti Autosport                      | Honda     | 01:16.0067 | N/A        | 01:16.9740 | N/A        | 12   |
| 13    | 20  | Conor Daly            | Ed Carpenter Racing                     | Chevrolet | 01:16.0154 | N/A        | N/A        | N/A        | 13   |
| 14    | 21  | Rinus VeeKay          | Ed Carpenter Racing                     | Chevrolet | N/A        | 01:15.5482 | N/A        | N/A        | 14   |
| 15    | 14  | Kyle Kirkwood R       | A. J. Foyt Enterprises                  | Chevrolet | 01:16.1255 | N/A        | N/A        | N/A        | 15   |
| 16    | 12  | Will Power W          | Team Penske                             | Chevrolet | N/A        | 01:15.5731 | N/A        | N/A        | 16   |
| 17    | 77  | Santino Ferrucci      | Juncos Hollinger Racing                 | Chevrolet | 01:16.1390 | N/A        | N/A        | N/A        | 17   |
| 18    | 10  | Álex Palou            | Chip Ganassi Racing                     | Honda     | N/A        | 01:15.6121 | N/A        | N/A        | 18   |
| 19    | 30  | Christian Lundgaard R | Rahal Letterman Lanigan Racing          | Honda     | 01:16.3068 | N/A        | N/A        | N/A        | 19   |
| 20    | 45  | Jack Harvey           | Rahal Letterman Lanigan Racing          | Honda     | N/A        | 01:16.8347 | N/A        | N/A        | 20   |
| 21    | 29  | Devlin DeFrancesco R  | Andretti Steinbrenner Autosport         | Honda     | 01:16.3374 | N/A        | N/A        | N/A        | 21   |
| 22    | 48  | Jimmie Johnson        | Chip Ganassi Racing                     | Honda     | N/A        | 01:17.5499 | N/A        | N/A        | 22   |
| 23    | 15  | Graham Rahal W        | Rahal Letterman Lanigan Racing          | Honda     | 01:16.4265 | N/A        | N/A        | N/A        | 23   |
| 24    | 11  | Tatiana Calderón R    | A. J. Foyt Enterprises                  | Chevrolet | N/A        | 01:18.3657 | N/A        | N/A        | 24   |
| 25    | 7   | Felix Rosenqvist      | Arrow McLaren SP                        | Chevrolet | N/A        | 01:18.6291 | N/A        | N/A        | 25   |
| 26    | 4   | Dalton Kellett        | A. J. Foyt Enterprises                  | Chevrolet | Geen tijd  | N/A        | N/A        | N/A        | 26   |
| Bron: |     |                       |                                         |           |            |            |            |            |      |

- Vetgedrukte tekst geeft de snelste tijd in de sessie aan.

### Warmup
| Pos.  | No. | Coureur           | Team                | Motor | Tijd       |
| ----- | --- | ----------------- | ------------------- | ----- | ---------- |
| 1     | 27  | Alexander Rossi   | Andretti Autosport  | Honda | 01:15.5816 |
| 2     | 8   | Marcus Ericsson W | Chip Ganassi Racing | Honda | 01:15.9213 |
| 3     | 9   | Scott Dixon W     | Chip Ganassi Racing | Honda | 01:15.9755 |
| Bron: |     |                   |                     |       |            |

### Race
De race begon om 15:45 ET op 5 juni 2022.
| Pos.                                                                                          | No. | Coureur               | Team                                    | Motor     | Rondes | Tijd          | Pit stops | Grid | Geleide ronden | Pts. |
| --------------------------------------------------------------------------------------------- | --- | --------------------- | --------------------------------------- | --------- | ------ | ------------- | --------- | ---- | -------------- | ---- |
| 1                                                                                             | 12  | Will Power W          | Team Penske                             | Chevrolet | 70     | 01:32:08.8183 | 2         | 16   | 55             | 53   |
| 2                                                                                             | 27  | Alexander Rossi       | Andretti Autosport                      | Honda     | 70     | +1.0027       | 3         | 11   |                | 40   |
| 3                                                                                             | 9   | Scott Dixon W         | Chip Ganassi Racing                     | Honda     | 70     | +7.1239       | 2         | 9    | 1              | 36   |
| 4                                                                                             | 2   | Josef Newgarden W     | Team Penske                             | Chevrolet | 70     | +10.6716      | 2         | 1    | 13             | 34   |
| 5                                                                                             | 5   | Patricio O'Ward W     | Arrow McLaren SP                        | Chevrolet | 70     | +11.2348      | 2         | 5    |                | 30   |
| 6                                                                                             | 10  | Álex Palou            | Chip Ganassi Racing                     | Honda     | 70     | +14.9056      | 2         | 18   | 1              | 29   |
| 7                                                                                             | 8   | Marcus Ericsson W     | Chip Ganassi Racing                     | Honda     | 70     | +40.8996      | 2         | 8    |                | 26   |
| 8                                                                                             | 26  | Colton Herta          | Andretti Autosport with Curb-Agajanian  | Honda     | 70     | +41.1286      | 2         | 7    |                | 24   |
| 9                                                                                             | 60  | Simon Pagenaud W      | Meyer Shank Racing                      | Honda     | 70     | +41.2942      | 2         | 3    |                | 22   |
| 10                                                                                            | 7   | Felix Rosenqvist      | Arrow McLaren SP                        | Chevrolet | 70     | +42.8774      | 3         | 25   |                | 20   |
| 11                                                                                            | 18  | David Malukas R       | Dale Coyne Racing with HMD Motorsports  | Honda     | 70     | +45.8916      | 3         | 6    |                | 19   |
| 12                                                                                            | 20  | Conor Daly            | Ed Carpenter Racing                     | Chevrolet | 70     | +51.1769      | 3         | 13   |                | 18   |
| 13                                                                                            | 51  | Takuma Sato           | Dale Coyne Racing with Rick Ware Racing | Honda     | 70     | +52.2162      | 3         | 2    |                | 17   |
| 14                                                                                            | 30  | Christian Lundgaard R | Rahal Letterman Lanigan Racing          | Honda     | 70     | +1:12.7763    | 3         | 19   |                | 16   |
| 15                                                                                            | 45  | Jack Harvey           | Rahal Letterman Lanigan Racing          | Honda     | 70     | +1:28.2411    | 3         | 20   |                | 15   |
| 16                                                                                            | 21  | Rinus VeeKay          | Ed Carpenter Racing                     | Chevrolet | 69     | Contact       | 3         | 14   |                | 14   |
| 17                                                                                            | 28  | Romain Grosjean       | Andretti Autosport                      | Honda     | 69     | +1 ronde      | 3         | 12   |                | 13   |
| 18                                                                                            | 29  | Devlin DeFrancesco R  | Andretti Steinbrenner Autosport         | Honda     | 69     | +1 ronde      | 2         | 21   |                | 12   |
| 19                                                                                            | 3   | Scott McLaughlin      | Team Penske                             | Chevrolet | 69     | +1 ronde      | 2         | 10   |                | 11   |
| 20                                                                                            | 4   | Dalton Kellett        | A. J. Foyt Enterprises                  | Chevrolet | 69     | +1 ronde      | 2         | 26   |                | 10   |
| 21                                                                                            | 77  | Santino Ferrucci      | Juncos Hollinger Racing                 | Chevrolet | 68     | +2 rondes     | 3         | 17   |                | 9    |
| 22                                                                                            | 48  | Jimmie Johnson        | Chip Ganassi Racing                     | Honda     | 68     | +2 rondes     | 3         | 22   |                | 8    |
| 23                                                                                            | 11  | Tatiana Calderón R    | A. J. Foyt Enterprises                  | Chevrolet | 68     | +2 rondes     | 2         | 24   |                | 7    |
| 24                                                                                            | 14  | Kyle Kirkwood R       | A. J. Foyt Enterprises                  | Chevrolet | 49     | Contact       | 2         | 15   |                | 6    |
| 25                                                                                            | 06  | Hélio Castroneves W   | Meyer Shank Racing                      | Honda     | 21     | Mechanisch    | 1         | 4    |                | 5    |
| 26                                                                                            | 15  | Graham Rahal W        | Rahal Letterman Lanigan Racing          | Honda     | 2      | Contact       |           | 23   |                | 5    |
| Snelste ronde: David Malukas (Dale Coyne Racing with HMD Motorsports) – 01:16.4034 (ronde 52) |     |                       |                                         |           |        |               |           |      |                |      |
| Bron:                                                                                         |     |                       |                                         |           |        |               |           |      |                |      |

## Tussenstanden kampioenschap
| Pos. | Coureur         | Punten |
| ---- | --------------- | ------ |
| 1.   | Will Power      | 255    |
| 2.   | Marcus Ericsson | 252    |
| 3.   | Patricio O'Ward | 243    |
| 4.   | Álex Palou      | 241    |
| 5.   | Josef Newgarden | 208    |

| Pos. | Team      | Punten |
| 1.   | Chevrolet | 595    |
| 2.   | Honda     | 542    |